# علیرضا نظری
شیخ علیرضا نظری از خانواده سطح متوسط در دلیجان پا به عرصه وجود گذاشت و پدرش کشاورز بود او با تلاش های مستمر جز طلبه های تراز اول حوزه کاشان و قم بود 
افتخار شاگردی آیت الله یثربی و آیت الله فاضل لنکرانی و آیت الله صانعی و آیت الله دوزدوزانی و آیت الله ستوده را داشت 
بعد از پیروزی انقلاب به عنوان فرمانده سپاه دلیجان و بعد نماینده دور دوم مجلس شورای اسلامی به عنوان جوان ترین نماینده شناخته شد 
با توجه به وجود جنگ و پشتوانه مردمی که داشت در زمانی که در مجلس شورای اسلامی بود فعالیت های عمرانی چشم گیری در شهر دلیجان انجام داد نظییر ساخت بیمارستان یکصد تخت خوابی امام صادق علیه السلام دلیجان .

## مجلس شورای اسلامی
علیرضا نظری در انتخابات سال ۱۳۶۳ برای نمایندگی مجلس شورای اسلامی دوره دوم، با کسب ۵۶٫۳٪ از آرا در مرحله دوم به مجلس راه یافت. رئیس مجلس در آن زمان علی اکبر هاشمی رفسنجانی بود.

## زندگی در پاکستان و شهادت دخترش
در زمان ریاست جمهوری هاشمی رفسنجانی وی به عنوان رایزن فرهنگی ایران در پاکستان انتخاب شد که برای او یکی از تلخ‌ترین دوره زندگی او را رقم زد. تنها ۶ ماه بعد از ورود او به پاکستان با جنجال‌هایی از سوی تروریست‌های طالبان که در پاکستان مستقر بودند همراه شد.
به گفتهٔ خانواده او زمانی که دختر ۱۳ ساله خانواده به بالای پشت بام می‌رود با شلیک گلوله یک تیرانداز که شخص مورد نظر بعدها شناسایی نشد شهید می‌شود.
شیخ علیرضا نظری گفته بود که از سوی مقامات پاکستان هم تهدیدهایی به‌طور غیرمستقیم شده بود: «مورد تهدید مقامات پاکستانی به‌طور غیرمستقیم قرار داشتیم.
۳ سال بعد در زمان ریاست جمهوری محمد خاتمی او به ترکیه رفت و به عنوان رایزن فرهنگی در سفارت ایران منصوب شد و پس از ۳ سال زندگی در ترکیه به ایران آمد.